# 10-я армия (Япония)
10-я армия (яп. 第10軍 Дай-дзю: гун) — воинское соединение японской Императорской армии, действовавшее во время японо-китайской войны (1937—1945).
Сформирована 20 октября 1937 года, командующий — генерал-лейтенант Хейсукэ Янагава. Армия подчинялась непосредственно Императорской Ставке, но 7 ноября того же года передана в состав Центрально-Китайского фронта для усиления Шанхайской экспедиционной армии после Второго Шанхайского сражения.
Позже 10-я армия участвовала в битве за Нанкин и последовавшей за этим резне.
Армия расформирована в Нанкине 14 февраля 1938 года.